# Tris(2-ethylhexyl)phosphat
Tris(2-ethylhexyl)phosphat (TEHP) ist eine organische chemische Verbindung aus der Gruppe der Phosphorsäureester (Triakylphosphate).

## Vorkommen
Da sich Tris(2-ethylhexyl)phosphat recht leicht aus den Polymeren löst, kommt es unter anderem im Hausstaub vor.

## Eigenschaften
Tris(2-ethylhexyl)phosphat ist eine farblose, schwach stechend riechende, viskose Flüssigkeit. Es hat eine Viskosität von 15 mPas bei 20 °C.

## Verwendung
Durch seine Eigenschaften (unter anderem ist es leicht biozid) findet Tris(2-ethylhexyl)phosphat vielfältige Verwendung:
- als Weichmacher mit hervorragender Kälteflexibilität und Flammschutzmittel in Polymeren (PVC, PUR, NBR und andere)
- als Trägermaterial für Pigmente und Farbstoffe zum Einfärben von Polymeren
- als Bestandteil von Schneidölen[5]
- als Bestandteil von Trennmittelzubereitungen, die in der Metallindustrie verwendet werden
- als Lösungsmittel für die Wasserstoffperoxid-Synthese

## Sicherheitshinweise
Beim Erhitzen von Tris(2-ethylhexyl)phosphat über seinen Flammpunkt von 170 °C können seine Dämpfe mit Luft explosionsfähige Gemische bilden.
Laut mehreren Studien weist Tris(2-ethylhexyl)phosphat den höchsten Bioakkumulationsfaktor aller untersuchten Organophosphorflammschutzmittel auf.